# 太田省吾
太田省吾（おおた しょうご，1939年9月24日—2007年7月13日），生于中國濟南，日本小剧场编导中的代表人物。日本战败后的返日经历和战后景象作为童年记忆的一部分形成了他独特的感受力。和许多日本小剧场的艺术家一样，没有在学校学过戏剧的太田省吾从学习院大学政治学系退学，领导转形剧场，编导的作品包括获得日本剧本最高奖岸田奖的《小町风传》，多国巡演的沉默剧系列《水之驿站》（三部）、《地之驿站》、《风之驿站》和《沙之驿站》等。太田省吾的剧场美学沿袭了能剧和道家的传统，与铃木忠志、寺山修司等编导一起并肩构成了日本小剧场运动的浓重篇章。2007年因肺癌逝世